# Imunitate (dreptul feudal)
Imunitatea era, în drept, o prerogativă a feudalului de a exercita în feuda sa unele funcții ale puterii de stat (juridiciare, fiscale etc.) fără niciun amestec din partea puterii centrale de stat. În Moldova istorică, imunitatea feudalilor laici a fost limitată întotdeauna, iar cea a feudalilor ecleziastici – numai la sfârșitul secolului al XVI-lea.